# Маунтин-Хаус (Калифорния)
Маунтин-Хаус (англ. Mountain House) — город в округе Сан-Хоакин в штате Калифорния в Соединённых Штатах Америки.
Согласно данным переписи населения США 2020 года число жителей города 
составляло 24 499 человек, что более чем в 2,5 больше (+ 153%), чем было во время предыдущей переписи проводившейся в 2010 году (9675 человек).

## История
Поселение было основано в середине XIX века.
14 мая 2001 года сообщество было включено в реестр штата Калифорния и Маунтин-Хаус официально получил статус города.

## География
Маунтин-Хаус расположен у подножия хребта Дьябло и недалеко от перевала Альтамонт, высота которого составляет более 1000 футов (300 метров). Он находится на границе округов Аламеда и Контра-Коста. 
Согласно данным представленным Бюро переписи населения США, Маунтин-Хаус занимает площадь в 3,2 квадратных мили (8,3 км2) и вся эта территория представляет собой сушу. 
Сообщество разделено пополам ручьем Маунтин-Хаус-Крик Mountain House Creek originates south of the Altamont Pass and Interstate 580, flowing northeasterly along and crossing under the interstate, then along Grant Line Road to the intersection with Mountain House Road at the historic Alameda County Mountain House., который берет начало к югу от перевала Альтамонт и межштатной автомагистрали 580 и затем течёт на северо-восток через жилые кварталы города, прежде чем впасть в реку Олд-Ривер, которая в свою очередь является рукавом реки Сан-Хоакин.